# Oreaster reticulatus
Oreaster reticulatus L., 1758 è una specie di echinoderma della famiglia degli Oreasteridae.
Si trova in acque poco profonde nell'Oceano Atlantico occidentale e nel Mar dei Caraibi.

## Descrizione
Questa è la più grande stella marina trovata in questo habitat: può crescere fino a circa 50 centimetri di diametro. Di solito ha cinque braccia spesse e larghe che sporgono da un ampio disco centrale, ma alcuni esemplari ne hanno quattro, sei o sette. La superficie superiore è dura e coperta da spine spuntate. Il colore degli adulti varia dal rosso, arancione, giallo o marrone. I giovani sono marrone-verdastro a chiazze.  I sessi sono separati. Nelle aree subtropicali si riproduce in estate, ma in luoghi più tropicali si riproduce tutto l'anno.
Sono onnivore e si nutrono di alghe epifite, spugne e piccoli invertebrati che trovano nel sedimento del fondo marino.  Come cibo prediligono le spugne che tendono ad essere eliminate dalle aree in cui abbondano le stelle marine. Per nutrirsi, raggruppa una parte di sedimenti, poi estroflette lo stomaco cardiaco e ingloba i sedimenti di cui digerisce la parte organica grazie ai succhi gastrici.

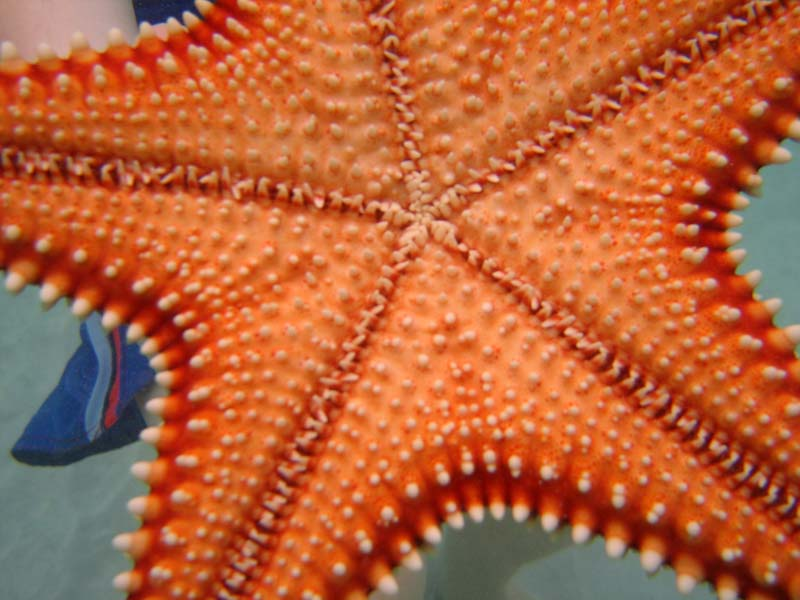
Oreaster reticulatus: apparato boccale.
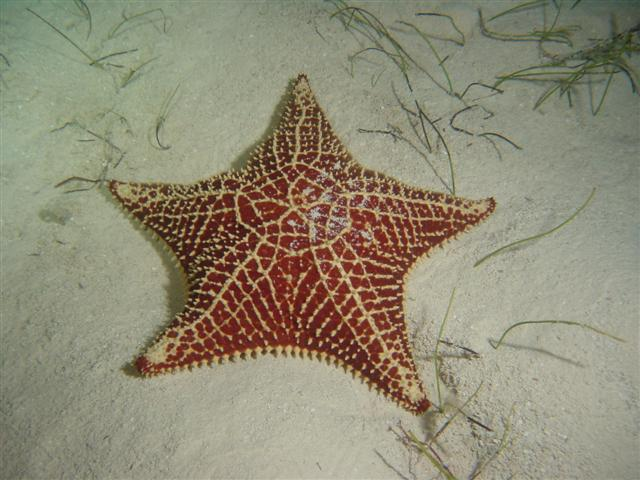
Oreaster reticulatus  tipica, con 5 braccia.
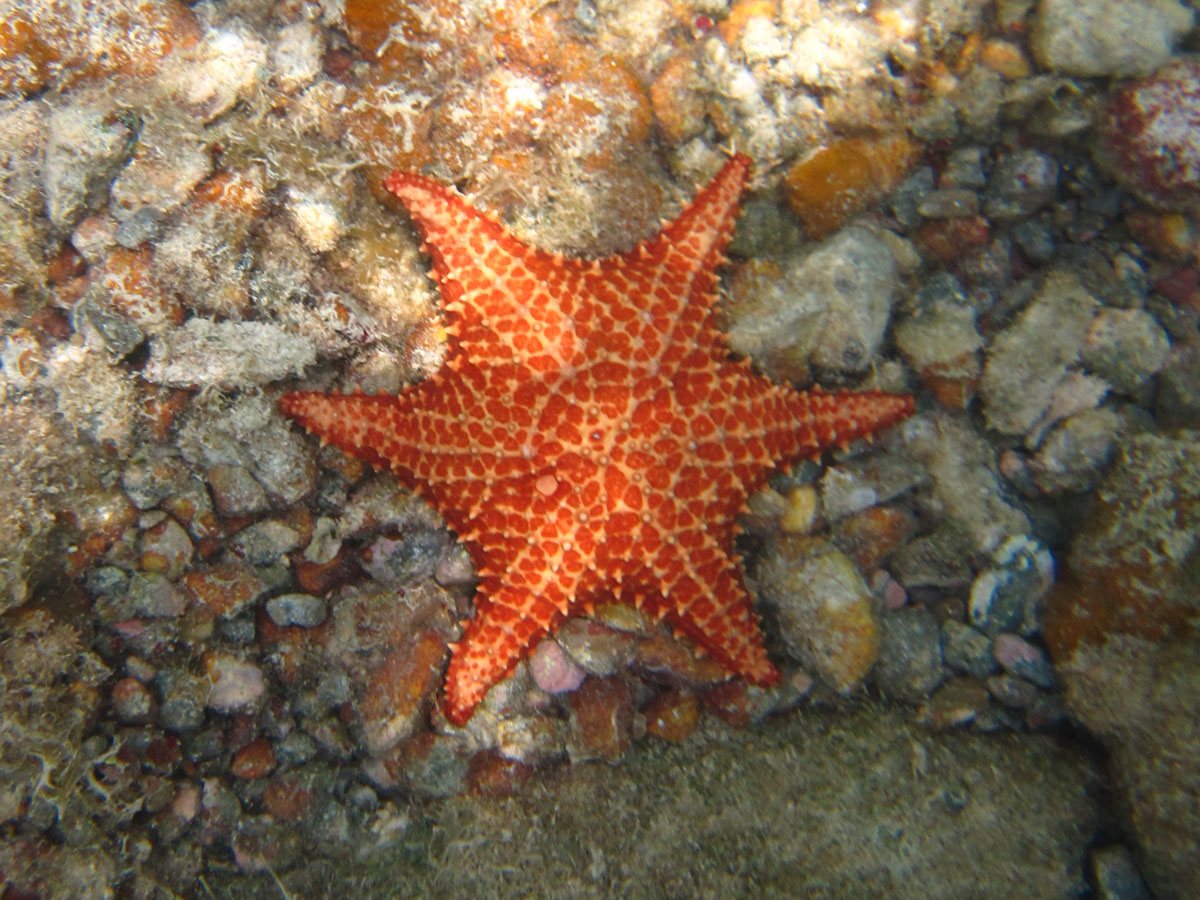
Esemplare con 6 braccia, Mosquito Pier, Vieques, Porto Rico.
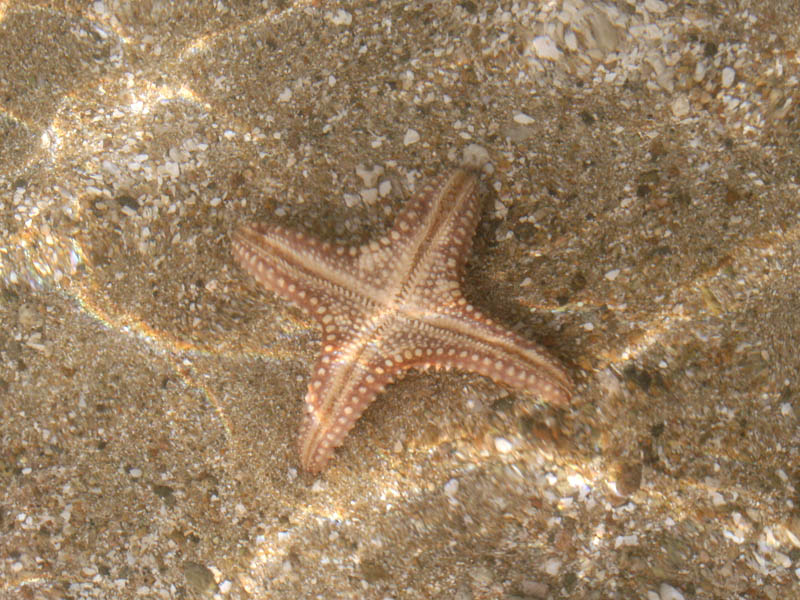
Esemplare con 4 braccia.